# No.1 Croydon
Le No.1 Croydon est un bâtiment conçu par l'architecte Richard Seifert et construit en 1970. Il se situe au quartier Croydon à Londres à côté de la station East Croydon,,.

## Dans la culture populaire
Le No.1 Croydon a une entreprise fictive de jeu vidéo appelée : Tuckersoft du film Bandersnatch[réf. souhaitée].